# Cnemidophorus calidipes
Cnemidophorus calidipes är en ödleart som beskrevs av  William Edward Duellman 1955. Cnemidophorus calidipes ingår i släktet Cnemidophorus och familjen tejuödlor. IUCN kategoriserar arten globalt som livskraftig. Inga underarter finns listade i Catalogue of Life.